# Monastero di San Pietro in Lamosa
Il monastero di San Pietro in Lamosa si trova presso Provaglio d'Iseo in provincia di Brescia e si erge sopra le torbiere del Sebino, dalle quali deriva il proprio nome.
Edificato in origine come chiesa privata, il cenobio provagliese viene donato nel 1083 all’ordine cluniacense. Nel 1535 è acquisito dai Canonici Regolari di San Salvatore, divenendo il luogo deputato alle funzioni parrocchiali di Provaglio. Acquistato sul finire del Settecento da privati, il complesso resta a oggi di proprietà privata ad eccezione della chiesa che è stata donata alla parrocchia locale.

## Storia

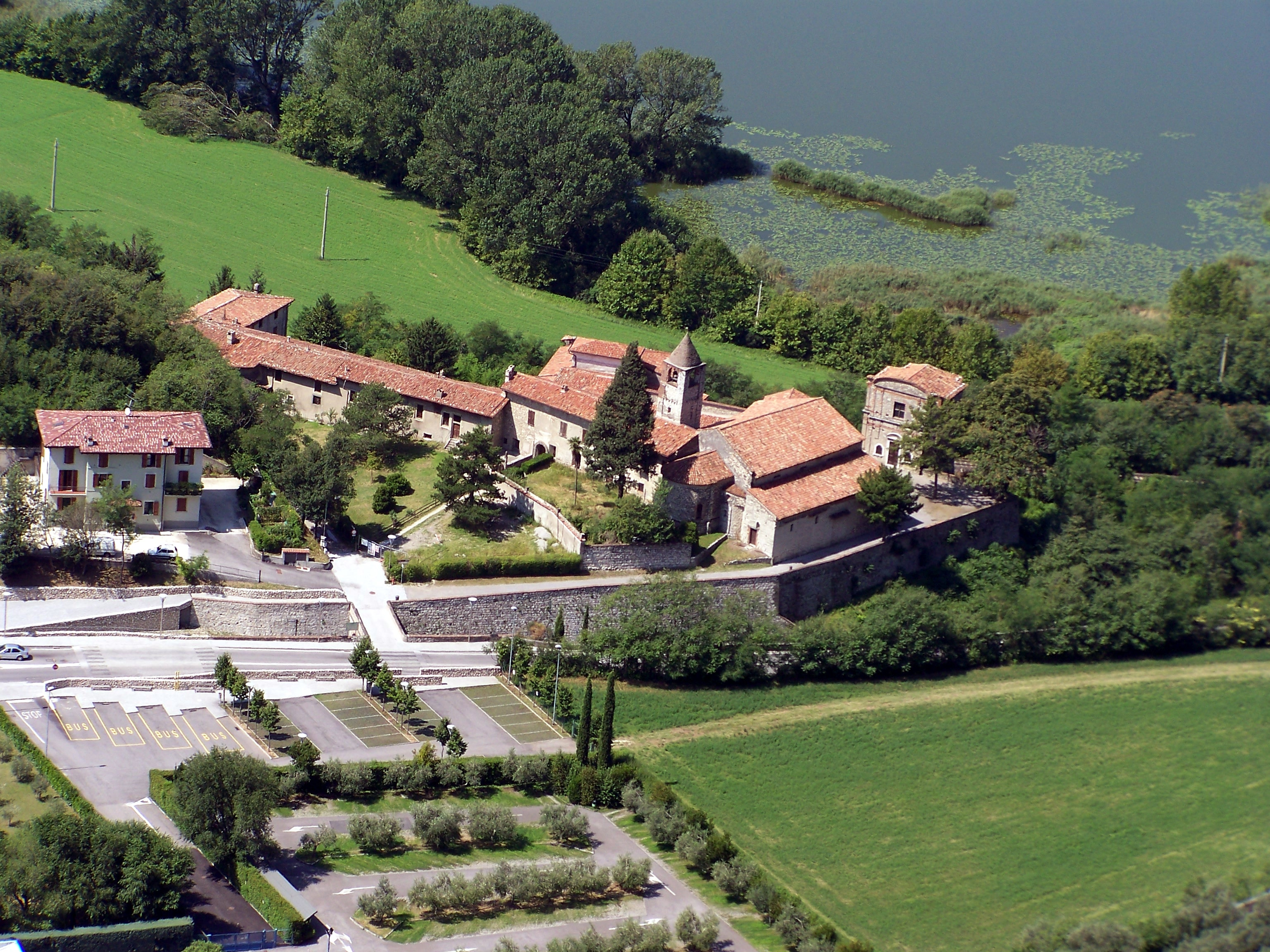
Veduta dall'alto

È possibile suddividere la storia del monastero in quattro periodi:
1. Prima del 1083, per centinaia d'anni, questo luogo fu probabilmente visto e vissuto dall'uomo come sacro, per via della sua posizione e delle sue caratteristiche geografiche, e fu sede di culti prima pagani e poi cristiani. Qualche decennio prima del 1083 sull'area del monastero fu eretta una chiesetta privata della famiglia feudale de Ticengo.
2. Dal 1083 al 1535, la chiesetta, donata ai monaci cluniacensi dell'abbazia di Cluny, si trasformò in monastero che svolse importanti funzioni religiose, economiche, socio-assistenziali e culturali.
3. Dal 1535 al 1783, il monastero fu acquisito dai canonici regolari di san Salvatore di Brescia, che pensarono di costruire la cappella di fronte all'entrata. Il prestigio acquisito precedentemente ed il carattere 'romano' dei nuovi gestori favorirono la sua elezione a chiesa parrocchiale di Provaglio.
4. Dal 1783 ad oggi, il monastero è stato quasi ininterrottamente proprietà privata della famiglia Bergomi (poi divenuta Bonini-Bergomi); ora un'importante porzione è della famiglia Valgoglio-Beretta. Per questo motivo, la sua chiesa ha via via perso il ruolo di Parrocchiale ed ha assunto quello di chiesa privata, mentre gli altri ambienti sono stati ampliati e ristrutturati a fini residenziali. Nel 1983 i proprietari della chiesa l'hanno donata alla parrocchia di Provaglio mentre, negli ultimi anni, i locali dell'antica Disciplina ed alcuni piccoli spazi (tutto il resto dell'immobile è proprietà privata) sono stati affidati alla Fondazione culturale San Pietro in Lamosa per la loro ristrutturazione e per l'organizzazione di attività di carattere culturale[4].

### Il periodo precedente al 1083
La storia antecedente alla fondazione del monastero è a oggi non inquadrabile, per via dell’assenza di documenti. Tuttavia, sono state formulate delle ipotesi sulla presenza di uno spazio preesistente adibito al culto, per via della posizione sopraelevata del complesso. 
Gabriele Rosa teorizza a proposito un passato pagano legato alla pratica devozionale del dio Mitra, “divinità orientale identificabile col Sole”, a seguito del ritrovamento di un “bassorilievo incastrato nel muro della loggia della casa Bergomi annessa alla chiesa”, datato tra il II e il III secolo d.C. Questa ipotesi è stata successivamente confutata, visto che nella figura del giovane, in atteggiamento pensoso, con gambe incrociate e berretto frigio, è stata riconosciuta la rappresentazione di Attis. Il culto di questa divinità, che si basa su un ciclo morte-rinascita afferente al mondo naturale, si è ampiamente diffuso in Pianura Padana, come dimostrato da altri ritrovamenti.
Le prime informazioni disponibili sul complesso monastico riguardano la fondazione della chiesa privata, avvenuta intorno alla metà dell’XI secolo, per volontà della famiglia Ticengo. Le ragioni dell’edificazione sono collegate allo status dei committenti e al “bisogno di lasciare un segno tangibile della propria autorità nel feudo lontano, oltre che possibilità e, nello stesso tempo, necessità di maggior prestigio, e di più ampie disponibilità economiche”.

### Dal 1083 al 1535
La donazione della chiesa privata all’ordine cluniacense avviene nel 1083, a opera di Ambrogio e Oprando de Ticengo. Di origine bergamasca, questa famiglia aveva intrattenuto rapporti con alcune importanti famiglie del territorio, come i Martinengo e i Gisalbertingi, prima di concentrare le proprie attenzioni nel cremonese.  Le ragioni che spingono questi feudatari a cedere la loro chiesa privata sono verosimilmente molteplici. Alle motivazioni di carattere spirituale, relative alla salvezza dell’anima, è possibile che se ne accostino altre di ordine politico-economico. Infatti, in molti casi la donazione era fittizia, visto che nell’atto pratico questa comportava un pagamento in denaro.
Questa transazione si colloca in un momento storico di particolare espansione dell’ordine cluniacense, che registra un aumento sostanziale delle proprie fondazioni in Lombardia. Questa crescita è connessa all’importanza della posizione assunta dai monaci al tempo della cosiddetta lotta per le investiture.
Lo status di priorato autonomo di San Pietro in Lamosa – con le dipendenze delle chiese di Trigolo e Alfianello - è confermato dalla bolla con la quale nel 1095 Urbano II inquadra la situazione dei monasteri cluniacensi. Oltre a quelle precedentemente citate, il cenobio provagliese vanta per un certo periodo altre due obbedienze, successivamente acquisite dalla Sede Apostolica, mediante transazioni economiche collocabili nel progetto di rafforzamento delle strutture diocesane e plebane. Nel 1144 infatti, il monastero cede, nell’ambito di un accordo stipulato tra l’abate Ponzio e i preti della pieve di Sant’Andrea di Iseo, la chiesa di S. Gervasio in Clusane, in cambio di un pagamento annuale destinato a Cluny. Questo sistema ingegnoso permetteva ai cluniacensi di mantenere un controllo indiretto sui beni di sua proprietà, consentendo al contempo alla Chiesa e al vescovo di riacquistarne i diritti. Analoga nelle modalità è la cessione della cappella di S. Maria di Pievedizio, concessa alla pieve di Azzano nel 1154. L’accordo è stipulato da Pietro il Venerabile e dai chierici della circoscrizione pievana, in virtù del pagamento di cinque soldi. L’intesa è messa in discussione negli anni seguenti dalle richieste economiche reiterate dell’abbazia madre di Cluny e quindi del priorato provagliese, motivo per cui nel 1161 interviene il pontefice Alessandro III, che libera la cappella dall’importo finanziario indebitamente richiesto. La decisione viene poi ratificata nel 1177. Questa sequela di eventi è spiegabile nell’attrito creatosi tra il pontefice e l’abate di Cluny Ugo III, sostenitore dell’antipapa Vittore IV e del Barbarossa, da anni impegnato in una dura lotta coi comuni lombardi.
Le notizie riguardanti San Pietro in Lamosa nel XIII secolo provengono dai resoconti riguardanti la partecipazione al capitolo generale e dalle visite ai monasteri collegati all’abbazia madre. Da questi atti emerge come è organizzata la comunità monastica provagliese e quali compiti è incaricata a svolgere. Il personale consta normalmente di tre monaci, aiutati da servi o conversi, e da un “prete commensale”, a cui è adibita la cura d’anime. Le funzioni fondamentali richieste sono quelle dell’ufficio divino, dell’ospitalità e dell’elemosina.
Il primo capitolo generale che offre notizie su Provaglio è datato 1261, e testimonia la difficile situazione economica e l’abuso dei poteri da parte del priore Giovanni. La situazione viene risollevata dall’arrivo di un nuovo curato nove anni dopo, che garantisce una riduzione dei debiti e un’adeguata condotta monastica. Negli anni successivi l’operato del monastero risulta indebolito dai costanti conflitti che la guerra tra guelfi e ghibellini alimenta nel bresciano, dopo la calata di Carlo d’Angiò. Queste tensioni impediscono la partecipazione al capitolo generale da parte dei priori di questa zona, oltre a scoraggiare le consuetudinarie visite da parte dei delegati di Cluny. In questo contesto storico movimentato il primo resoconto disponibile per il monastero di Provaglio è quello datato 1306, nel quale si menziona un debito di 40 lire imperiali non ancora soddisfatto da parte di tal Giacomo Della Torre. Oltre alla grave situazione finanziaria, questo priore viene segnalato per aver disatteso i suoi compiti essenziali ed essersi fatto sottrarre oggetti indispensabili per la celebrazione liturgica. Queste trascuratezze sfociano due anni dopo nel grave episodio delle minacce a lui avanzate da un monaco armato. Negli anni successivi il priorato versa ancora in condizioni precarie, anche per via delle guerre in corso. Per questo motivo cessano le visite da parte dei delegati cluniacensi, e persino i monaci locali sono costretti a mettersi in salvo in rifugi più sicuri. Dopo la visita del 1331, dove viene attestato lo stato disastroso in cui versa il monastero, viene assegnato al camerario l’ordine di risolverne i problemi. Questo risultato viene raggiunto nel 1342, quando la situazione economica viene completamente ristabilita. Nel ventennio seguente i resoconti si concentrano unicamente sulle condizioni in cui versa l’economia del cenobio, fino a che, nel 1366, viene lodata l’amministrazione complessiva di don Riccardo. Questi atti terminano nel 1378 con la presa di coscienza del pessimo stato dei locali del monastero, a cui però fa da contraltare la capacità del priore, rimasto solo, di svolgere tutte le mansioni richieste in modo competente.
I documenti relativi al cenobio di Provaglio d’Iseo nel XV secolo introducono un nuovo interlocutore con il quale il monastero si trova a dover intrattenere rapporti, ovvero la signoria di Venezia. Infatti, il doge conferma le esenzioni elargite al comune provagliese, tramite una lettera datata 16 settembre 1454, per via del sostegno da esso dimostrato alla causa veneziana negli anni della lotta contro i Visconti e, successivamente, gli Sforza. Nella seconda metà del secolo Paolo II stabilisce il ritorno di tutti i priorati alla dipendenza della Sede Apostolica, attraverso la commenda. Sono proprio questi due elementi – il rapporto con Venezia e l’istituzione della commenda- a costituire i temi principali della lettera ducale del doge Pietro Mocenico al podestà Luce Navacerio e al capitano Luce Mauro, del 14 febbraio 1474. Nella missiva il massimo esponente di Venezia manifesta la sua solidarietà agli abitanti provagliesi, che lamentavano l’usurpazione del priorato effettuata da Nicola Franco. Allo stesso tempo esprimevano il loro disagio verso la nomina di un commendatario, che li avrebbe privati del monaco operante a quel tempo. Una lettera del 1476, inviata dal vicario del vescovo di Brescia, informa sull’avvenuta istituzione della vicaria perpetua nel monastero provagliese, affidata al prete Battista de Portinalis.
Una fotografia della situazione economica del cenobio è contenuta in un documento datato 1489, che offre una panoramica completa di tutti i beni ad esso appartenenti.

### Dal 1535 al 1783
Il 1535 è un anno cruciale per la storia del monastero di San Pietro in Lamosa, visto che vengono poste le basi per il cambio di gestione dell’intero complesso, che passa dalla dipendenza dell’abbazia di Cluny alla congregazione dei Canonici regolari di S. Salvatore. Il trasferimento avviene con il consenso di Paolo III, il quale cede il priorato di Provaglio d’Iseo prima a Sebastiano Bonfigli Graziani, che lo rifiuta, poi ad Alessandro Cesarini. Intervengono però i Canonici regolari, che richiedono a loro volta l’unione del cenobio provagliese al monastero dedicato a S. Giovanni Evangelista. L’avvenuta decisione, a favore della comunità religiosa di stanza a Brescia, viene ratificata nell’aprile 1536. Il 17 aprile 1547 Paolo III emette una bolla nella quale viene sollevata la questione relativa alla cura d’anime del monastero. Infatti, dopo la rinuncia del vicario provagliese, questa essenziale funzione religiosa resta senza qualcuno che possa svolgerla competentemente. La situazione, complicata anche da istanze relative all’estimo dei beni collegati a San Pietro in Lamosa, viene sbrogliata dalla richiesta dei Canonici regolari di assumersi questa responsabilità, di cui avevano facoltà, e “tutti i redditi del priorato”.
La trasformazione in una chiesa parrocchiale, ormai completamente inserita nell’apparato ecclesiastico diocesano di Brescia, è avvenuta in conformità con la direzione intrapresa dalla Sede Apostolica nel concilio di Trento. Nonostante le resistenze opposte nel 1560 dai nuovi gestori alle visite pastorali del vescovo, sono proprio i verbali i documenti necessari a comprendere lo sviluppo storico di questo periodo. La prima visita segnalata, a opera di Domenico Bollani, è quella del 6 ottobre 1567, dalla quale viene estratto il quadro generale delle condizioni in cui versa la parrocchia. A questa ispezione ne seguono molte altre. Tra queste spicca per importanza la visita apostolica del 7 marzo 1580, nella quale Ottaviano Abbiati de Foreriis si presenta nelle veci di Carlo Borromeo, inviato da papa Gregorio XIII in alcune diocesi lombarde per valutarne la situazione in maniera dettagliata e definirne le strategie per sistemarne gli aspetti problematici.
I verbali in questione permettono di cogliere diverse novità connesse alla nuova veste parrocchiale del monastero provagliese. Al curato spettano compiti nuovi, come la pianificazione dell’insegnamento religioso e la tenuta dei registri dell’anagrafe parrocchiale. Oltre a questi aspetti, è significativo notare la presenza di confraternite, tra cui quella dei Disciplini e quella del Santissimo Sacramento, ognuna dotata di propri spazi e altari.

### Dal 1783 a oggi
Nella seconda metà del Settecento l’ente raggiunge il culmine del suo declino, che coincide con la decisione presa dalla Serenissima di sopprimere i conventi con meno di dodici religiosi, con lo scopo di incamerarne i beni. Infatti, il monastero viene ceduto il 28 settembre 1786 a don Gio Battista Agosti, al prezzo di 17000 ducati. Dopo la sua morte, la tutrice dell’eredità cede l’intera proprietà alla famiglia Bergomi, detentrice del titolo nobiliare di margravio e governatrice del ducato di Mantova per conto dell’Austria. Questa cessione, che di fatto tramuta il cenobio in un complesso privato, scatena le reazioni della popolazione provagliese, che progetta l’edificazione di una nuova chiesa parrocchiale in centro al paese. L’opera, iniziata nel 1792, viene terminata nel 1816. Sebbene per dieci anni ancora San Pietro in Lamosa eserciti funzioni ecclesiastiche di un certo rilievo, dopo il 1827 il complesso si avvia a diventare una residenza privata a tutti gli effetti, come dimostrano certe aggiunte operate a metà dell’Ottocento.

## Evoluzione architettonica
La struttura attuale della chiesa di S. Pietro in Lamosa è il risultato si diversi mutamenti avvenuti lungo un arco cronologico molto dilatato. Per stabilire con certezza quale fosse la sua forma originale è stato necessario attendere il 1988, anno in cui uno scavo archeologico è riuscito a chiarire i dubbi accumulatesi negli anni.
La chiesa primitiva era suddivisa in tre navate, ognuna delle quali terminava in un’abside semicircolare. Dalle dimensioni rilevate – la navata centrale era larga 5 metri, mentre quelle laterali erano lunghe 8 metri - si nota come essa fosse più corta e stretta dell’attuale, dalla quale differiva anche per la presenza di un corpo quadrangolare antistante alla facciata, nel quale può essere riconosciuto un atrio o un nartece. Dagli studi concentrati sulla muratura tutt’oggi presente, è possibile notare una netta somiglianza tra quelle dell’absidiola laterale e quella del campanile. Questa conformità smentisce l’ipotesi dello storico dell’arte Arthur Kingsley Porter, che datava il campanile intorno al 1130.
Interessante è anche il ritrovamento di un affresco duecentesco, dalle dimensioni considerevoli, originalmente dipinto all’esterno della chiesa, rappresentante S. Cristoforo che porta il Bambino. Quest’opera era stata ideata per essere visibile ai viandanti che transitavano dalla via sottostante il monastero.
Per via di problemi di spazio, dovuto all’ampliarsi della comunità dei fedeli di Provaglio, la struttura primigenia viene modificata in un periodo compreso tra la fine del XII secolo e l’inizio del XIII. Infatti, vengono aggiunte due cappelle laterali, sul fianco settentrionale. Secondo altre ipotesi le due cappelle erano riunite in un unico locale rettangolare, al quale viene attribuito il ruolo di oratorio dedicato alla Vergine, poiché questo genere di spazio era sempre presente nei luoghi di culto dell’ordine cluniacense.
Questo impianto si mantiene tale fino al XIV-XV secolo, quando esso viene ristrutturato anche su influenza degli ordini mendicanti – in particolare, nella pieve di Iseo, dei frati minori. Alla costruzione di un’ulteriore cappella laterale, commissionata dalla famiglia Capitani, si aggiunge l’abbattimento della struttura tripartita delle navate, per far posto ad un’unica aula suddivisa in quattro campate da archi ogivali.
Altre modifiche datano ai primi anni del XVI secolo. Tra queste sono degne di nota la costruzione della cappella del Santissimo Sacramento, oltre che l’allungamento e l’innalzamento del presbiterio, e delle absidiole. Una delle due viene però inserita all’interno del muro della sacrestia, divenendo invisibile all’esterno. Degli stessi anni è la costruzione della disciplina, i cui lavori terminano nel 1509.
Di qualche secolo più tardi è invece l’erezione della chiesa cimiteriale. Inizialmente adibita a luogo di sepoltura, dal 1768 vengono ripresi i lavori per trasformarla in una chiesa.

## Decorazione artistica
Nel corso della sua lunga storia, il monastero di S. Pietro in Lamosa, soprattutto per quanto riguarda la chiesa, è stato interessato da un elevato numero di contributi pittorici. Infatti, tra il XIII e il XVI secolo il cenobio ha assistito allo sviluppo di una decorazione eterogenea, nella quale possono essere riscontrate notevoli differenze sia a livello cronologico, sia di qualità generale, sia di influenze derivate da altre realtà artistiche e che permeano le opere in esso realizzate.
All’influsso di artisti del Quattrocento lombardo, nella sua sfumatura tardogotica, come Bembo, gli Zavattari, Cristoforo Moretti e Michelino da Besozzo, si unisce la ripresa di stilemi tratti dalla coeva pittura veronese e padovana, rappresentata dal Mantegna e da Pisanello, senza dimenticare gli elementi nordici ereditati dalle maestranze trentine e altoatesine di passaggio da quello che di fatto era un importante snodo commerciale lombardo, e i rimandi alla pittura toscana quattrocentesca e a quella bresciana del Cinquecento. Un quadro molto vario nel quale va rimarcata la presenza cospicua di affreschi ex voto, espressione di una cultura popolare molto sentita.
Nel complesso l’iconografia mette in evidenza il ruolo rilevante che il francescanesimo ha svolto in questa zona, come dimostrano le ripetute raffigurazioni dei santi ad esso più legati. Ad essi si affiancano rappresentazioni legate a Maria e alla storia di Gesù, senza tralasciare il notevole impatto che l’episodio tragico del Beato Simonino sembra aver riscosso nell’immaginazione popolare. Questo fatto è confermato dalla quantità di affreschi a lui dedicati, oltre che dalle punte di crudele realismo con cui viene ritratto.

### La chiesa

#### Prima cappella
In questa cappella, dedicata a S. Maria, il dipinto centrale rappresenta una Madonna in trono con Bambino e quattro santi. A destra si riconoscono il Beato Simonino e S. Benedetto, a sinistra invece S. Lucia e S. Stefano. L’affresco, commissionato dalla famiglia Lissignoli, è datato alla seconda metà del XV secolo. La cappella doveva essere in origine ricoperta da una decorazione a tralci floreali, ancora visibile, di origine duecentesca. Alcuni resti di essa circondano ancora oggi un tondo che raffigura due monaci, identificabili nel santo fondatore dell’ordine benedettino e con il riformatore della congregazione cluniacense. Nel sottarco ci sono due riquadri: uno con S. Antonio Abate e uno con S. Sebastiano e un Santo Vescovo, quest’ultimo datato 1514. Sul fronte della cappella è ancora visibile il resto di un’immagine che può essere identificata in una santa o in una Vergine Annunciata, che spicca per una nota cromatica molto marcata.

#### Seconda cappella
“Nella Cappella Pellegrini si susseguono almeno tre stratificazioni pittoriche, risalenti la prima al 1456, la seconda e la terza alla seconda metà del XV secolo”.
L’affresco d’altare, datato 1456 per via della dedica che riporta anche la committenza della famiglia Pellegrini, mostra S. Antonio Abate in trono tra S. Benedetto e S. Pietro martire. Ai loro piedi sono inginocchiati due membri della stessa famiglia. Nel registro inferiore sono presenti una Pietà, che ricorda le Vesperbilder di ascendenza nordica, e una Madonna in trono con Bambino. Quest’ultima può essere ricondotta alla maestranza del Bembo. Sempre appartenenti alla stessa bottega, e posteriori al 1456, sono i riquadri presenti nell’intradosso, che raffigurano S. Pietro Apostolo, S. Agata, S. Pietro martire e una Madonna in trono con Bambino. Sul fronte della cappella è presente un’Annunciazione, databile 1458, che si rifà alla classica impostazione quattrocentesca, impreziosita dalla contrapposizione tra l’Imago Pietatis in basso e il Padre Eterno in gloria tra i beati in alto.

#### Terza cappella
Questa cappella, la cui decorazione è stata commissionata da Raffaele Capitani di Scalve per la propria sepoltura, è contraddistinta da una Crocifissione tra i santi Bernardino da Siena e Nicola da Tolentino. Dall’analisi di questo dipinto si è potuto riconoscere lo scudo simbolo della famiglia del mecenate, oltre che l’influenza delle incisioni di Schongauer e di Durer.

#### Quarta cappella
La cappella del Santissimo Sacramento esibisce temi e modalità artistiche dai tratti cinquecenteschi. Infatti, la decorazione è affidata a Paolo da Caylina il Giovane, i cui esiti rimandano all’atmosfera bresciana del Foppa e del Romanino. Il pittore alterna le figure degli Evangelisti e dei Dottori della Chiesa occidentale in una volta celeste suddivisa in otto spicchi. Nelle lunette sottostanti sono raffigurati busti di Profeti e di Sibille. Il ciclo pittorico è iniziato in un periodo tra il 1525 e il 1536, per poi essere concluso prima del 1555.

#### I Pilastri della parete sinistra
Gli affreschi che adornano la parete sinistra della navata sono accomunabili per via di una datazione ravvicinata, tutta concentrata negli ultimi anni del XV secolo, e per un’uniformità di esecuzione che rende suggeribile l’ipotesi della realizzazione a opera della stessa maestranza. I soggetti prescelti sono, partendo dal primo pilastro vicino all’abside, S. Rocco, S. Lucia, S. Sebastiano, un santo cavaliere datato 1493, una Madonna in trono con Bambino e un’altra immagine di S. Rocco.

#### Parete di controfacciata
Il ciclo pittorico presente su questa parete, difficilmente leggibile a causa del cattivo stato di conservazione, è suddivisibile sul lato sinistro in due registri sovrapposti. Quello inferiore esibisce L’immagine del Beato Simonino, mentre in quello superiore compaiono tre dipinti diversi, tutti databili 1497. Si riconoscono una Natività, nella quale spicca uno sfondo costituito da una città fortificata e una formazione rocciosa, una S. Lucia e una Madonna con Bambino, dietro la quale c’è una scritta che comunica l’anno di esecuzione e il committente, ossia Gaspare de Bini di Provaglio. Sul lato destro, nell’intradosso di una nicchia, sono presenti i dipinti di una Madonna con Bambino e un Beato Simonino dai tratti crudi e realistici, entrambi databili 1518.

#### Parete destra della navata
Nella parete destra della navata si susseguono diversi affreschi, inframezzati dai pilastri delle campate, anch’essi adornati da pitture di varia provenienza. Nella prima campata l’affresco centrale è suddiviso in tre parti. La prima, nella quale sono riconoscibili la Madonna, un papa, un vescovo e dei nobili nell’atto di lavorare la terra, crea alcuni problemi nel riconoscimento del tema principale. Infatti, questo potrebbe essere riferibile o ad un episodio di cronaca popolare, o essere più semplicemente un omaggio alla Vergine. Dalla parte opposta è presente il matrimonio mistico di S. Caterina tra angeli musicanti, con una Vergine in trono. Al di sopra c’è invece la parte rimanente di uno Sposalizio della Vergine. Ai lati della seconda campata, la cui decorazione è andata persa per l’inserimento di un organo in legno risalente al Seicento, si trovano sui pilastri le figure di S. Pietro martire, nell’estradosso, e di S. Bernardino da Siena, nell’intradosso. Nella colonna seguente si trovano i dipinti di una Madonna con Bambino, commissionata da Comino Lissignolis, e un S. Sigismondo. Nella terza campata è possibile osservare un’eterogenea stratificazione di affreschi, tutti dagli stili differenti e disposti su due registri. L’immagine più antica è quella di una Madonna con Bambino con sullo sfondo un drappeggio rosso, riconducibile al XIII secolo. Vicino ad essa si trova una raffigurazione incompleta di una Madonna in trono. Segue infine un’Annunciazione influenzata da suggestioni artistiche veronesi. Nello strato inferiore una sequela di santi è disposta su tre riquadri. Nel primo ci sono un santo non riconosciuto e S. Bernardino da Siena, nel secondo S. Vincenzo Ferreri e nel terzo S. Monica. Sull’ultimo pilastro sono invece ravvisabili S. Antonio Abate e S. Francesco, datati 1495, e un santo cavaliere, presente nell’estradosso e probabilmente commissionato nel 1493 ad un pittore autoctono.

#### Presbiterio
Le pareti del presbiterio ospitano un ciclo pittorico che riguarda gli Apostoli, e che non è stato portato a termine. Infatti, parte dello stesso è affrescata, mentre il resto rimane in forma di sinopia.

#### Fascia decorativa sommitale
Una fascia ornamentale intervallata da busti di apostoli e santi francescani cinge la zona superiore della chiesa. Nella zona dell’arco trionfale si trova il tondo contenente Pietro, il protettore dell’edificio. Questo tipo di decorazione rispecchia gli stilemi rinascimentali tipici del Quattrocento.

#### Pale d’altare
Nella chiesa sono situate quattro pale d’altare, aggiunte nel periodo di gestione del monastero a opera dei Canonici regolari di S. Salvatore.
La tela del Ringraziamento alla Madonna del Rosario per la vittoria della Cristianità contro i Turchi a Lepanto, situata nella cappella del Santissimo Sacramento, è stata attribuita a Francesco Giugno. La seconda, ovvero Il Padreterno con S. Andrea, S. Carlo Borromeo, S. Agostino, S. Orsola e S. Antonio Abate, è probabilmente stata dipinta da Antonio Gandino. Nel presbiterio si trova invece il quadro della Madonna col Bambino e i Santi Pietro e Paolo. In questo caso un’ipotesi la considera opera di Domenico Carpinoni. L’ultima tela, mai restaurata, raffigura un Crocifisso con la Madonna, Maria Maddalena, S. Giovanni e le anime salvate dal Purgatorio. Inseribile temporalmente nel periodo storico compreso tra Barocchetto e Neoclassicismo, la pala può essere attribuita a Sante Cattaneo.

#### Organo
Tra le preziose opere d'arte si può annoverare anche la magnifica cassa barocca attualmente contenente un organo a canne costruito da Daniele Giani nel 2015 riutilizzando la parte antica (di fattura Antegnati) del precedente, costruito nel XX secolo dalla ditta Borghi.

### La Disciplina
Il locale in cui si è stabilita la confraternita dei Disciplini è stato eretto nella seconda metà del Quattrocento, visto che nei primi anni del Cinquecento ne era già stata completata la decorazione. Questa associazione è devota all’immagine di Maria Maddalena, di cui riflette la volontà di seguire Gesù, seppur gravata da un passato peccaminoso. Anche la decorazione artistica presente in questi locali è definita da queste prerogative. Infatti, “il ciclo di affreschi della Disciplina provagliese è la manifestazione evidente di quel tipo di spiritualità che era già presente nel movimento originario dei Disciplini e che più tardi gli Osservanti valorizzarono: spiritualità che ha nella passione e morte di Gesù (e nella necessità di espiazione del peccato) il fondamentale principio ispiratore”.
Le varie sequenze della storia cristologica sono dipinte su due registri, che si ritrovano su ognuna della quattro pareti della Disciplina, sebbene diverse parti siano in un pessimo stato di conservazione. Infatti, alcuni affreschi sono stati abbandonati allo stato di sinopia, anche se ulteriori ipotesi presumono che questi disegni non siano schizzi preparatori, ma opere completate senza colori, il cui costo non era sempre sostenibile.
Di seguito le immagini riconoscibili presenti nelle varie pareti:
- Parete est: nascita di Gesù, strage degli innocenti, battesimo di Gesù.

- Parete sud: ultima cena, lavanda dei piedi, preghiera di Gesù nel Getsemani, arresto di Gesù, Gesù a giudizio dai sommi sacerdoti, Gesù a giudizio da Erode, Gesù a giudizio da Pilato.

- Parete ovest: salita al Calvario, Crocifissione, deposizione dalla Croce, un gruppo di Disciplini incappucciati e inginocchiati dinnanzi a una figura con i polsi legati sopra la testa.

- Parete nord: resurrezione, discesa negli inferi, visita delle donne al sepolcro, Cristo appare alla Maddalena.

## La Fondazione Culturale
La Fondazione culturale San Pietro il Lamosa Onlus, sorta per iniziativa del Comune di Provaglio d'Iseo ma soggetto autonomo a tutti gli effetti, ha lo scopo di valorizzare l'omonimo monastero medievale di San Pietro il Lamosa, sito nel citato comune di Provaglio d'Iseo, nel quadro di una valorizzazione dell'intero territorio della Franciacorta e del Sebino, secondo un'ottica di sviluppo sostenibile.